# エンドレス・マーダー
『エンドレス・マーダー』（The Suicide Theory）は2014年のオーストラリアのサスペンス映画。
監督はドルー・ブラウン、出演はスティーヴ・マウザキスとレオン・ケインなど。
トラウマを抱えた殺し屋と彼に自分を殺すように依頼した「不死身の男」の因縁を描いたミステリ映画。
2014年6月にロサンゼルスで開催されたダンス・ウィズ・フィルムズ映画祭でプレミア上映され、審査員賞（長編映画部門）を受賞したほか、オースティン映画祭では観客賞、メルボルン・アンダーグラウンド映画祭では審査員特別賞、最優秀助演男優賞（レオン・ケイン）、最優秀撮影賞（ダン・マッカーサー）を受賞している。
日本では劇場公開されず、DVDスルーされた。

## ストーリー
スティーヴンは凄腕の殺し屋だが、3年前に目の前でひき逃げ事故に遭って死んだ妻アニーのことを忘れられず、事故のトラウマから交差点を渡ることができなくなっていた。そんなある日、スティーヴンは偶然の事故で知り合ったパーシバルという男から自分を殺すように依頼される。何度も自殺を試みたが死ねなかったというパーシバルをその場で撃ったスティーヴンだったが、パーシバルは何故か運良く助かってしまう。その後も何度殺しても死なないパーシバルにスティーヴンは興味を抱くようになり、次第に互いの過去を語り合うようになるなど、2人は自然に友人となる。ともに生きる喜びを見出し始めていた2人だったが、スティーヴンの家でアニーの遺品であるドレスのボタンを目にしたパーシバルは激しく動揺し、2人の因縁が明らかになる。
3年前、同性の恋人クリスを何者かに殺されたショックから立ち直れずにいたパーシバルは、ある夜、飲酒運転でひき逃げ事故を起こしていたのである。車のバンパーにはアニーのボタンが残っていた。その事実をパーシバルから告白されたスティーヴンは請われるままパーシバルを撃とうとするが、どうしても撃てずにその場から立ち去る。その後、スティーヴンはパーシバルが飛び降り自殺をしようとしている現場にやってくる。パーシバルは涙ながらにスティーヴンに許しを乞うが、スティーヴンは断る。そして、パーシバルに抱きしめられたスティーヴンはパーシバルの体をゆっくりと離すと、そのまま突き落とす。パーシバルは望み通りに死ぬ。
パーシバルの葬儀に出席したスティーヴンは、パーシバルの兄トッドからパーシバルが描いた絵画の展示会に招待される。そして、殺し屋としての雇い主であるトーマスに足を洗うことを告げるが、実はトーマスはスティーヴンの妄想が生み出した幻だったのである。パーシバルの展示会にやってきたスティーヴンは、パーシバルの遺作となった恋人クリスの絵を観て、あることを思い出す。3年前、コンビニでの態度に腹を立てて殴り殺した男こそ、クリスだったのである。会場をふらふらと飛び出したスティーヴンはクリスとパーシバル、そしてアニーの幻を見る。アニーに導かれるまま道路に歩み出たスティーヴンはトラックにはねられる。病院で目覚めたスティーヴンは医師の「生きているとは幸運だ」の言葉に苦笑いを浮かべる。

## キャスト
- スティーヴン・ライ: スティーヴ・マウザキス（英語版） - 凄腕の殺し屋。
- パーシバル: レオン・ケイン（英語版） - 自殺願望のある男。才能のある画家。
- トーマス: ジョス・マックウィリアム - スティーヴンの雇い主。
- ブラッド: マシュー・スカリー - イケメンのバーテンダー。
- トッド: ニコラス・クーパー - パーシバルの兄。
- ジェシカ: エリン・コナー - スティーヴンがバーで出会った女。
- アニー: ゾーイ・デ・プレヴィッツ - スティーヴンの亡妻。
- 医師: トッド・レヴィ
- フランク・デュボワ: ミルコ・グリリーニ - 殺しのターゲット。

## 作品の評価

### 映画批評家によるレビュー
Rotten Tomatoesによれば、19件の評論のうち高評価は79%にあたる15件で、平均点は10点満点中6点となっている。
Metacriticによれば、5件の評論のうち、高評価は1件、賛否混在は3件、低評価は1件で、平均点は100点満点中51点となっている。

### 受賞歴
- ダンス・ウィズ・フィルムズ映画祭（英語版） 審査員賞（長編映画部門）[8]
- オースティン映画祭（英語版） 観客賞[8]
- メルボルン・アンダーグラウンド映画祭（英語版） 審査員特別賞、最優秀助演男優賞（レオン・ケイン）、最優秀撮影賞（ダン・マッカーサー）[4]